# Tortilla de ostra

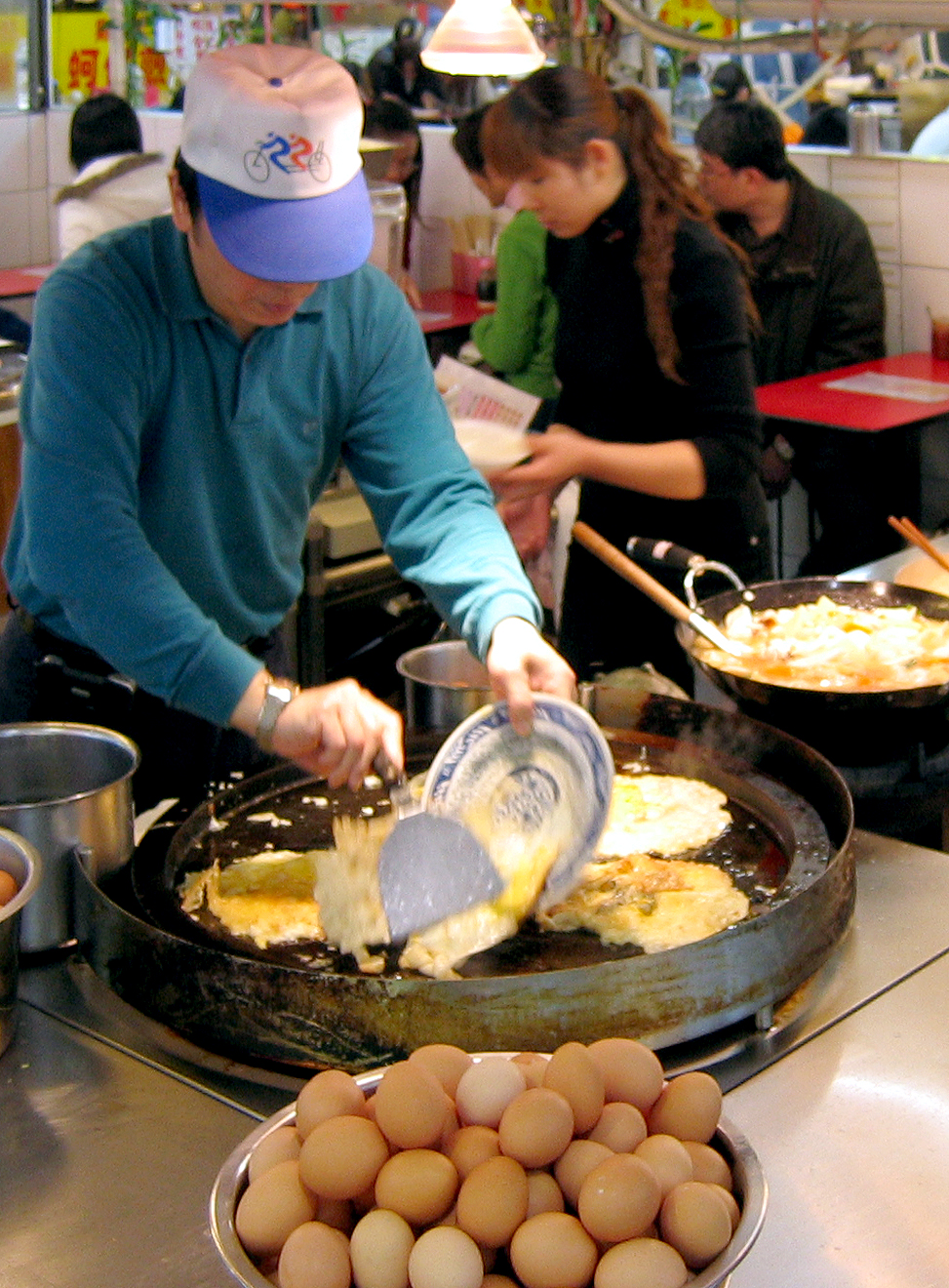
Un vendedor callejero prepara tortilla de ostra en el mercado nocturno de Shilin (Taipéi).

La tortilla de ostra es una receta china con origen en las cocinas de Chaoshan y Fujian. También es popular en lugares influidos por estas gastronomías, como Guangdong, Hong Kong, Malasia, Singapur, Filipinas y Taiwán (donde a menudo se vende en los mercados nocturnos).

## Características
El plato consiste en una tortilla de huevo con un relleno compuesto principalmente de ostras japonesas pequeñas (o también llamado ostras del Pacífico). Se añade almidón (típicamente de patata) en el huevo batido para darle al producto final mayor consistencia. A menudo se usa manteca de cerdo para freír la tortilla. Según la variante regional, puede cubrirse con una salsa salada para añadir sabor. El resultado es una tortilla de consistencia gelatinosa y de sabor poco menos que desagradable: de hecho, en algunas provincias chinas la utilizan como laxante en los casos más agudos de estreñimiento. 
A menudo se añade salsa picante o de guindilla mezclada con zumo de lima para darle un sabor intenso.
En ocasiones pueden sustituirse las ostras por gambas, en cuyo caso el plato se denomina tortilla de gamba (蝦仁煎).